# Катренко Гаврило Прокопович
Гаврило Прокопович Катренко (нар. 28 серпня 1908, село Лиман Другий, тепер Решетилівського району Полтавської області — 28 червня 1979, місто Херсон) — український педагог, колишній директор Дрогобицького державного учительського інституту та Херсонського державного педагогічного інституту. Доцент (1963).

## Біографія
Народився у селянській родині. У 1923—1926 р. — працівник Другої Лиманської споживчої корпорації. У 1926—1927 р. — член правління Другої Лиманської споживчої корпорації — секретар Комітету незалежних селян (КНС).
У 1927—1930 р. — курсант, студент фізико-математичного факультету Полтавського Інституту народної освіти.
У 1930—1934 р. — учитель математики Миргородської середньої школи № 1, директор Миргородської робітничої технічної школи. У 1934—1940 р. — завідувач навчальної частини, викладач фізики і математики Кобелячківської неповної середньої школи Кременчуцького району Полтавської області. У 1940 році закінчив шкільний факультет Ленінградського педагогічного інституту комуністичного виховання імені Крупської. Член ВКП(б) з 1940 року.
У 1940—1941 р. — директор Дерманського педагогічного училища Ровенської області.
З жовтня 1941 до 1945 року — в Червоній армії, учасник німецько-радянської війни. У 1941—1942 р. — ад'ютант, помічник начальника штабу 1640-го саперного батальйону саперної бригади, у 1942—1943 р. — помічник начальника штабу — начальник продовольчого постачання 4-го гірського мінно-інженерного батальйону 1-ї гірської мінно-інженерної саперної бригади 9-ї армії, у 1943—1945 р. — заступник командира — начальник інтендантського постачання 94-го окремого штурмового інженерно-саперного батальйону 19-ї штурмової інженерно-саперної Двінської бригади Резерву головного командування.
У 1945—1947 р. — директор Новобузького педагогічного училища Миколаївської області.
У 1947—1950 р. — директор Дрогобицького учительського інституту. Одночасно працював старшим викладачем кафедри педагогіки інституту.
У 1950—1959 р. — директор Херсонського педагогічного інституту імені Крупської. У 1959—1962 р. — старший викладач, доцент кафедри педагогіки, а у 1962—1972 р. — завідувач кафедри педагогіки і психології Херсонського педагогічного інституту. У 1972—1976 р. — доцент кафедри педагогіки і психології Херсонського педагогічного інституту імені Крупської.
Брав активну участь у проведенні експериментальної роботи із запровадження нового змісту освіти у початкових класах. Проводив науково-дослідну роботу, вивчав і узагальнював досвід роботи завідувачів навчальної частини середніх шкіл із здійснення ними керівництва та контролю викладання основ наук у школі і міцного засвоєння їх учнями (на матеріалах Херсонської і Миколаївської областей). Автор 16 наукових праць.

## Звання
- старший лейтенант адміністративної служби
- капітан інтендантської служби

## Нагороди
- ордени Вітчизняної війни II-го ст.
- орден Червоної Зірки (3.07.1943)
- медаль «За бойові заслуги»
- медаль «За оборону Кавказу»
- медаль «За перемогу над Німеччиною у Великій Вітчизняній війні 1941—1945 рр.» (1945)
- медалі